# Yagyū Shinkage-ryū
Yagyū Shinkage Ryū (柳生新陰流) es una de las escuelas koryū de Kenjutsu. Fue creado por Kamiizumi Isenokami Hidetsuna (1508-1577) (luego cambió su apellido a Nobutsuna) en el Periodo Sengoku (戦国時代) (1467-1567).
En 1565 Kamiizumi Isenokami pasó la escuela a su mejor estudiante Yagyū Sekisyusai Munetoshi, quien cambió la escuela a su nombre y continuó las enseñanzas haciéndola conocida en todo Japón.
Actualmente se le añade el término heihou (兵法: estrategia) en vez de kenjutsu (técnica del manejo de espada) ya que este estilo enseña no sólo técnicas para matar sino para sacar ventaja en cualquier circunstancia, incluso en la manera de liderar un país (katsuninken). Para usar la espada, se utiliza todo el cuerpo para sacar el máximo potencial de uno. Es descrito como enfrentar la actividad del oponente tan libre y naturalmente como una esfera rodando en una pendiente.
Por hoy, el estilo está bajo la tutela de su líder número 22, Yagyū Kōichi Taira Toshinobu.

## Historia
Kamiizumi Isenokami Fujiwara Hidetsuna (después se cambió a Nobutsuna) de Joshu (actualmente Prefectura Gunma), fue el hombre que creó este estilo en el Periodo Sengoku. Él conocía la existencia de las escuelas de artes marciales de su época y aprendió Kage-ryū de su fundador Aisu Ikosai, luego creó el estilo Shinkage-ryū después de aprender la base principal llamada Marobashi. Marobashi es un entendimiento profundo de la naturaleza de combate. Es descrito como enfrentar la actividad del oponente tan libre y naturalmente como una esfera rodando en una pendiente.
Yagyū Sekishusai Munetoshi fue un famoso guerrero de la región de Yamato (actual Prefectura Nara). Después de perder un duelo con Kamiizumi Isenokami, se hizo su discípulo para dominar la técnica Shinkage Ryu. Sekishusai fue el segundo heredero líder del estilo Shinkage-ryū después de demostrar su propia creación llamada muto (concepto de no usar espada) a Kamiizumi Isenokami.
El quinto hijo de Sekishusai, Yagyū Munenori, sirvió al shōgun de la familia Tokugawa como instructor de Heihou (las estrategias de combate o en la guerra). Como resultado, el nombre Yagyū Shinkage-ryū se conoció en todo el país pero desafortunadamente las técnicas de espada de Munenori se fueron perdiendo.
El nieto de Sekishusai, Yagyū Hyogonosuke Toshitoshi, estudió Yagyū Shinkage-ryū bajo la tutela de su abuelo y fue nombrado el legítimo tercer heredero y líder del estilo. Él sirvió a la familia Owari Tokugawa como instructor de heihou y fundó la línea familiar Owari Yagyū. También inventó el concepto de Tsuttattaru Mi (heihou sin armadura) y su hijo llamado Renya repensó los principios de la aplicación de la escuela Shinkage-ryū a la situación del Periodo Edo (conocida también como periodo Tokugawa). A partir de ese entonces, la línea ortodoxa de la escuela Yagyū Shinkage-ryū ha estado y sigue actualmente bajo la tutela de los Owari de la familia Yagyū y pasó a través del Periodo Edo con el patrocinio de la familia Owari Tokugawa y el control de los Owari-han.

## Libros de los últimos descendientes de la escuela
Aparte de libros antiguos, hay pocos libros en japonés más accesibles para adquirir directamente en las escuelas de Yagyū Shinkage-ryū como:
- Shōden Shinkage Ryū (正傳新陰流) escrito por Yagyū Toshinaga (柳生厳長), publicado por Shimazu Shobo (島津書房).
- Yagyū Shinkage Ryū Dōgen (柳生新陰流道眼) escrito por Yagyū Nobuharu (柳生延春), publicado por Shimazu Shobo (島津書房).
- Kendo Hachi-ko (剣道八講) escrito por Yagyū Toshinaga (柳生厳長), publicado por Shimazu Shobo (島津書房).
- Makenai Ōgi (負けない奥義) escrito por Yagyū Kōichi (柳生耕一), publicado por editorial Softbank.

## Dōjō a nivel internacional
Aparte de Japón, actualmente cuentan con dōjō (lugar de práctica de artes marciales japonesas) en Alemania, España, Hong Kong y Estados Unidos.
Dojos en Alemania y España